# Gonçalo Sá
Gonçalo Sá (Lisboa, 26 de abril de 1995) é um jovem actor português que participou na novela Tempo de Viver e na série Morangos com Açúcar interpretando a personagem Salvador Silveira.

## Televisão
- Elenco principal, Hugo Marques em Tempo de Viver, TVI 2006
- Elenco principal, Salvador Silveira em Morangos com Açúcar (5ª Temporada), TVI 2007/2008
- Elenco principal, Salvador Silveira em Morangos com Açúcar (6ª Temporada), TVI 2008/2009
- Elenco principal, Frederico Santos em O Beijo do Escorpião, TVI 2014

Gonçalo Rodrigues Vieira de Sá frequentou a Academia de Música de Santa Cecília desde 1998, até 2010.